# Gilbert Arthur à Beckett

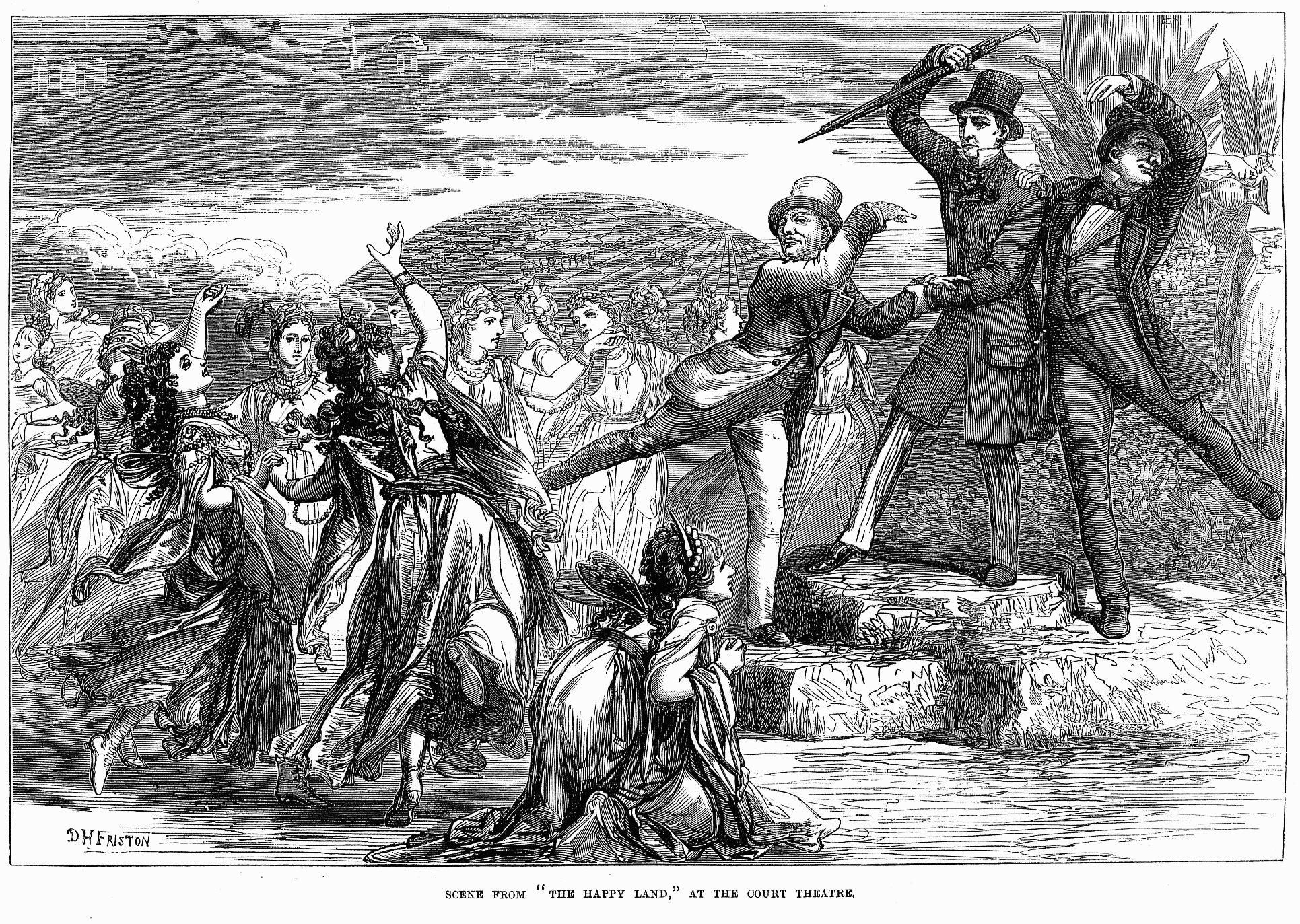
Scen från The Happy Land, visar imitationen av Gladstone, Lowe och Ayrton, från The Illustrated London News, 22 mars 1873.

Gilbert Arthur à Beckett, född 1837 i Hammersmith i London, död 15 oktober 1891 i London, var en brittisk författare (dramatiker och librettist). Han var son till Gilbert Abbott à Beckett och bror till Arthur William à Beckett, även dessa författare.